# The Split (série télévisée)
The Split est une série télévisée judiciaire britannique en 18 épisodes d'environ 50 minutes créée par Abi Morgan, diffusée entre le 24 avril 2018 et le 9 mai 2022 sur BBC One.
Cette série est inédite dans tous les pays francophones jusqu'en décembre 2021 où elle est diffusée sur Arte.tv.

## Synopsis
La première saison suit la famille Defoe, travaillant dans un cabinet d’avocats spécialisé dans les affaires de divorce et de famille, à l’exception de la fille aînée Hannah (Nicola Walker), qui travaille pour le cabinet concurrent Noble & Hale et sa plus jeune sœur, baby-sitter.
La deuxième saison voit le cabinet de la famille Defoe fusionner avec Noble & Hale.

## Distribution

### Acteurs principaux
- Nicola Walker : Hannah Stern, avocate de divorce travaillant pour Noble & Hale
- Fiona Button : Rose Defoe, plus jeune sœur de Hannah
- Annabel Scholey : Nina Defoe, sœur cadette de Hannah, avocate de divorce travaillant pour le cabinet familial Defoe’s
- Deborah Findlay : Ruth Defoe, mère de Hannah, directrice du cabinet familial
- Stephen Mangan : Nathan Stern, mari de Hannah, barrister
- Rudi Dharmalingam : James Cutler, fiancé puis mari de Rose
- Barry Atsma : Christie Carmichael, ancien petit ami de Hannah travaillant pour Noble & Hale
- Elizabeth Roberts : Liv Stern, fille ainée de Hannah et Nathan Stern
- Ellora Torchia : Maggie, l'assistante de Hannah Stern
- Chukwudi Iwuji : Zander, dirigeant le cabinet d'avocats Noble and Hale.
- Damien Molony : Tyler, le mari de Zander
- Ian McElhinney : Ronnie, le compagnon de Ruth
- Tobby Oliver : Vinnie Stern, fils de Hannah et Nathan Stern
- Mollie Cowen : Tillie Stern, fille de Hannah et Nathan Stern
- Kobna Holdbrook-Smith : le pasteur

### Acteurs récurrents
- Anthony Head : Oscar Defoe, père de Hannah, Nina et Rose (saison 1)
- Brenock O'Connor : Sasha, petit ami de Liv (saison 1)
- Mathew Baynton : Rex Pope, humoriste, client de Nina
- Stephen Tompkinson : Davey McKenzie, millionnaire, client Defoe (saison 1)
- Meera Syal : Goldie McKenzie, femme de Davey McKenzie, cliente de Hannah (saison 1)
- Donna Air : Fi Hansen, célébrité, cliente de Hannah (saison 2)
- Ben Bailey Smith : Richie Hansen, mari de Fi (saison 2)
- Karen Bryson : Leonora, cliente de Hannah, aussi la soeur de Zander (saison 3)
- Clarence Smith : le mari de Leonora (saison 3)
- Alex Guersman : Gael, le petit ami de Liv (saison 3)

## Production

### Développement
La série a été commandée en août 2016. En janvier 2017, SundanceTV embarque dans le projet.

### Fiche technique
Sauf indication contraire, les informations mentionnées dans cette section peuvent être confirmées par la base de données cinématographiques IMDb,  présente dans la section « Liens externes ».
- Titre original et français : The Split
- Création : Abi Morgan
- Réalisation : Jessica Hobbs
- Scénario : Abi Morgan, Jane Eden, Louise Ironside, Matt Jones
- Musique : Isobel Waller-Bridge
- Production : Lucy Dyke
- Société de production : Sister
- Société de distribution : BBC One (Royaume-Uni) ; SundanceTV (États-Unis), Arte.tv (France)
- Pays d’origine :  Royaume-Uni
- Langue originale : anglais
- Format : couleur – 2:1 1080p
- Genre : série judiciaire
- Durée : 50 minutes environ
- Dates de première diffusion :
  - Royaume-Uni : 24 avril 2018 sur BBC One

## Épisodes

### Première saison (2018)
Les épisodes, sans titres, sont numérotés de un à six.

### Deuxième saison (2020)
Le 30 mai 2018, la série est renouvelée pour une deuxième saison de six épisodes, diffusée du 11 février au 17 mars 2020.

### Troisième saison (2022)
Le 8 février 2021, la série est renouvelée pour une troisième et dernière saison de six épisodes, diffusée du 4 avril au 9 mai 2022.